# 14-es vízibusz (Velence)
A velencei 14-es jelzésű vízibusz a San Zaccaria és Punta Sabbioni (nyáron Burano) között közlekedik. A viszonylatot az ACTV üzemelteti.

## Története
A mai 14-es viszonylat elődje, az LN járat 2004-ben indult, a régi 12-es és a 14-es vízibusz összevonásával.
2011-ben, a téli menetrend bevezetésével az LN járatot szétbontották, így a két rész visszakapta a régi, 12-es és 14-es számát. Ugyanekkortól lett egy betétjárata is, 14L jelzéssel Punta Sabbioni és a Lido között.
2014-től nyáron a járatok Treporti érintésével Buranóig közlekednek.
A 14 járat története:
| Időszak     | Járat- szám | Megállók |
| ----------- | ----------- | --- |
| 1978 – 1992 | 12          | Fondamente Nove – Murano (Faro) – Mazzorbo – Torcello – Burano – Treporti                                                                                                |
| 1978 – 1992 | 14          | Riva degli Schiavoni – Sant’Elena – Lido (Santa Maria Elisabetta) – Lido (San Nicolò) – Punta Sabbioni                                                                   |
| 1993 – 1997 | 12          | Fondamente Nove – Murano (Faro) – Mazzorbo – Torcello – Burano – Treporti                                                                                                |
| 1993 – 1997 | 14          | Riva degli Schiavoni – Lido (Santa Maria Elisabetta) – Lido (San Nicolò) – Punta Sabbioni                                                                                |
| 1998 – 2004 | 12          | Fondamente Nove – Murano (Faro) – Mazzorbo – Torcello – Burano – Treporti – Punta Sabbioni                                                                               |
| 1998 – 2004 | 14          | Riva degli Schiavoni – Lido (Santa Maria Elisabetta) – Lido (San Nicolò) – Punta Sabbioni                                                                                |
| 2004 – 2010 | LN          | San Zaccaria – Sant’Elena – Lido, Santa Maria Elisabetta – Lido, San Niccolò – Punta Sabbioni – Treporti – Burano – Torcello – Mazzorbo – Murano, Faro – Fondamente Nove |
| 2010 – 2011 | LN          | San Zaccaria – Lido, Santa Maria Elisabetta – Punta Sabbioni – Treporti – Burano – Torcello – Mazzorbo – Murano, Faro – Fondamente Nove                                  |
| 2011 – 2014 | 12          | Fondamente Nove – Murano Faro – Mazzorbo – Torcello – Burano – Treporti – Punta Sabbioni                                                                                 |
| 2011 – 2014 | 14          | San Zaccaria (Pietà) – Lido, Santa Maria Elisabetta – Punta Sabbioni |
| 2011 – 2014 | 14L         | Lido, Santa Maria Elisabetta – Punta Sabbioni |
| 2014 – ma   | 12          | Fondamente Nove – Murano Faro – Mazzorbo – Torcello – Burano – Treporti – Punta Sabbioni                                                                                 |
| 2014 – ma   | 14          | San Zaccaria (Pietà) – Lido, Santa Maria Elisabetta – Punta Sabbioni – Treporti – Burano                                                                                 |

## Megállóhelyei
| sz. | idő (perc) | megállóhely neve                 | sz. | idő (perc) | átszállási kapcsolatok                                                                                 | látnivalók                                 |
| --- | ---------- | -------------------------------- | --- | ---------- | --- | ------------------------------------------ |
| 0   | 0          | San Marco – San Zaccaria (Pietà) | 4   | 69         | 1, 2, 4.1, 4.2, 5.1, 5.2, 7, 15, 19, 20, N, Alilaguna B, Brighella, Colombina, Carnevale all’Arsenale  | Szent Márk tér, Dózse-palota, San Zaccaria |
| 1   | 14         | Lido (Santa Maria Elisabetta)    | 3   | 55         | 1, 2, 5.1, 5.2, 6, 8, 10, 18, N, Alilaguna B, Alilaguna R, Alilaguna V; Lido buszok: 11, A, B, C, N, V | Santa Maria Elisabetta                     |
| 2   | 35         | Punta Sabbioni                   | 2   | 34         | 12, 15, 17, 22, N-LN, Alilaguna G                                                                      | Punta Sabbioni                             |
| 3   | 55         | Treporti                         | 1   | 14         | 12, 13, N-LN                                                                                           | Treporti                                   |
| 4   | 69         | Burano                           | 0   | 0          | 9, 12, N-LN                                                                                            | Burano                                     |

Megjegyzés: A dőlttel szedett járatszámok időszakos (nyári) járatokat jelölnek.